# Mal de Arquivo: Uma Impressão Freudiana
Mal de Arquivo: Uma Impressão Freudiana (em francês:  Mal d'Archive: Une Impression Freudienne) é um livro do filósofo francês Jacques Derrida publicado pela primeira vez em 1995 por Éditions Galilée. Uma tradução para o português por Claudia de Moraes Rego foi publicada em  2001.

## Resumo
No Mal de Arquivo, Derrida discute a natureza e a função do arquivo, particularmente em termos Freudiano  e na luz da pulsão de morte. O livro também contém discussões sobre o Judaísmo e identidade Judaica e da tecnologia eletrônica, tais como o endereço de e-mail.